# Consonante dento-alveolar
En lingüística, una consonante dento-alveolar o consonante denti-alveolar es una consonante que se articula con una lengua plana contra la cresta alveolar y los dientes superiores, como /t/ y /d/ en idiomas como el francés , italiano y español. . Es decir, una consonante dento-alveolar es (pre)alveolar y laminal en lugar de puramente dental.
Aunque las consonantes dento-alveolares a menudo se etiquetan como " dentales " porque solo se ve el contacto anterior con los dientes, el punto de contacto de la lengua que está más atrás es el más relevante, ya que define el espacio acústico máximo de resonancia y da un sonido característico de una consonante.
En francés, el contacto que está más atrás es alveolar o, a veces, ligeramente prealveolar. En español, /t/ y /d/ son laminales denti-alveolares, y /l/ y /n/ son alveolares pero se asimilan a una /t/ o /d/ siguiente . De manera similar, en italiano, /t/ , /d/ , /t͡s/ , /d͡z/ son denti-alveolares, y /l/ y /n/ son alveolares.
Los clics dentales son también laminales dento-alveolares.

## notas
1. ↑  Martínez-Celdrán, Fernández-Planas y Carrera-Sabaté (2003, p. 257)
2. ↑  Rogers y d'Arcangeli (2004, p. 117)